# Superga (azienda)

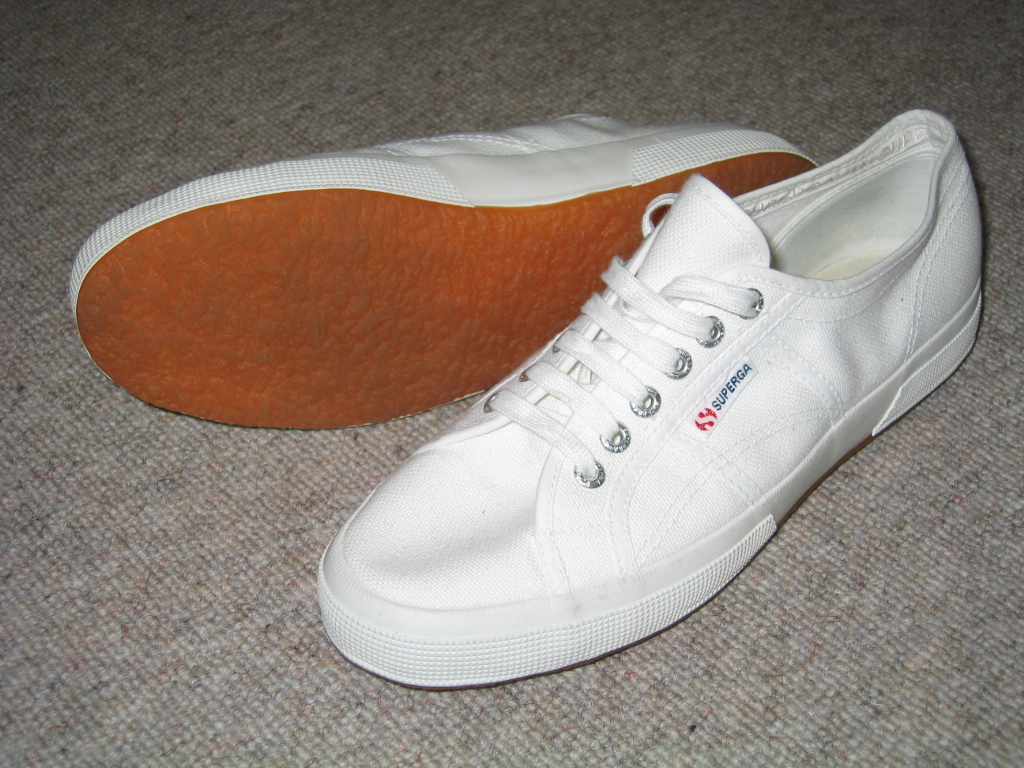
Scarpe Superga modello classico

Superga è uno storico marchio registrato di calzature, prevalentemente sportive, che nacque a Torino, in Piemonte, il 3 ottobre 1911, quando la prima fabbrica, denominata Società Anonima per Azioni Walter Martiny, iniziò a produrre articoli in gomma, dalle camere d'aria per biciclette ai giocattoli. Le prime calzature con suola in gomma vulcanizzata furono chiamate Superga, in onore dell'omonima basilica torinese che svetta sull'omonima e nota collina di Torino.

## Storia
Nel 1903, un giovane imprenditore torinese, Walter Martiny, cercò di investire le proprie finanze nella costruzione di una piccola fabbrica per la produzione di vari articoli in gomma, specializzandosi successivamente nella massiccia distribuzione di stivali impermeabili, al fine di migliorare le condizioni di lavoro nei campi e nelle risaie di un'Italia ancora prevalentemente agricola. Rilevò quindi un ex capannone di vernici di proprietà dei fratelli Pio e Angelo Albesiano, nell'isolato di via Verolengo-via Luini-Via Orvieto del quartiere Borgata Vittoria. Iniziò una prima catena produttiva che, nel 1907 portò all'edificazione del complesso industriale e, nel 1911, alla costituzione della Società.
Soltanto due anni dopo, nel 1913, la fiorente attività cambiò la denominazione in società "Fabbriche Riunite Industria Gomma Torino" (F.R.I.G.T.), specializzata, oltre che in stivali, tacchi, camere d'aria per biciclette e giocattoli, anche in pneumatici per il nascente comparto automobilistico.
Lungo gli anni venti, la società volle indirizzarsi soltanto nel settore delle calzature, allargando il mercato ai prodotti per il tempo libero. Nel 1929 infatti, inizia la produzione di calzature in tela con il fondo in gomma vulcanizzata, il cui marchio viene dedicato, appunto, alla nota collina torinese. Nel 1934, il nascente marchio Superga annovererà già decine di modelli di calzature, destinate a varie pratiche sportive (tennis, pallacanestro, yachting, ginnastica).
Durante la seconda guerra mondiale, la ormai nota ditta Superga produce anche le maschere antigas, tuttavia, verso la fine del conflitto, la sede di Torino verrà seriamente bombardata; ricostruita nell'immediato dopoguerra, riprende velocemente la produzione, e si concentra nuovamente nella fabbricazione di calzature. Nel 1951, la fusione con Pirelli S.p.A., socio di maggioranza, fa aumentare la produzione in maniera vertiginosa: tra il 1952 e il 1975 le paia di scarpe prodotte passano da 2 a ben 12 milioni.
Dal 1975, risentendo della nuova crisi che colpisce il mercato italiano, Superga si specializza anche nel mercato di articoli sportivi e, nel 1981, debutta ufficialmente nel campo dell'intero abbigliamento sportivo. Tuttavia, nel 1993 Superga si stacca da Pirelli S.p.A., e confluisce nel gruppo So.PA.F., una società di affari che poi risulterà in fallimento. Per l'azienda sono anni molto difficili, anche per l'incrementale competizione sul mercato, ormai diventato globale.

### Dalla fine del ventesimo secolo
Negli anni novanta lo stabilimento storico di via Verolengo 28 cessò la produzione interna, limitandosi esclusivamente alla commercializzazione dei prodotti che venivano realizzati all'estero. Vennero quindi costituiti, per volontà dell'amministratore delegato Franco Bosisio, ex Swatch, i punti vendita diretti a Milano in corso Vercelli e in via San Pietro all'Orto (ex show room Harley - Davidson di Carlo Talamo di Castelnuovo importatore ufficiale e appassionato motociclista), a Roma in via Borgognona. In via Verolengo a Torino rimase la direzione generale dell'azienda e tutte le altre funzioni aziendali fino al 1997. La sede della Superga venne infatti trasferita a Rivoli in provincia di Torino. L'antica struttura di via Verolengo tornò di proprietà della Città, e resterà in attesa di riqualificazione. Nel 2001 il Tribunale di Torino ne dichiara il Fallimento. Dal febbraio 2004, il marchio Superga fu ceduto, dalla curatela fallimentare, alla multinazionale Basic Net al prezzo di circa 13 milioni di euro, che possiede la licenza mondiale per produrre e distribuire i prodotti ed è proprietaria totale del marchio dal 2007. Tutti i negozi monomarca e gli stabilimenti di vendita italiani furono chiusi.
Nel 2011, Basic Net siglò un importante accordo con Steve Madden, celebre stilista di scarpe statunitense (il cui gruppo è quotato all'American Stock Exchange), diventando distributore esclusivo per il mercato statunitense, canadese e messicano del marchio..
In seguito i prodotti Superga hanno trovato maggior mercato sulla vendita web online, mentre i negozi italiani del marchio sono stati riaperti, tuttavia in misura molto più ridotta rispetto al passato.